# Fernando Iglesias Figueroa
Fernando Iglesias Figueroa (1896-19 de junio de 1985) fue un escritor español que falsificó varias obras de Gustavo Adolfo Bécquer.

## Familia
Su abuelo, Santiago Iglesias López, fue un catedrático de la Facultad de Medicina aficionado a escribir poesía.
Su padre, Pedro Iglesias y Sánchez de Ocaña (1860-1915), era médico pero orientó su carrera al funcionariado llegando a ser oficial de primera clase de la administración civil, secretario del gobierno civil de Albacete, jefe de negociado de tercera clase, etcétera. Tuvo dos hijos: Santiago y Fernando Iglesias Figueroa.
Santiago Iglesias Figueroa publicó críticas teatrales y artículos de diversos temas en Gaceta política y en Vida socialista. En 1908 publicó un libro de poesías llamado Del silencio, con prólogo de Manuel Machado. Murió el 8 de noviembre de 1910.

## Biografía
Fernando Iglesias Figueroa era aficionado a la poesía romántica y modernista, y en especial a la de Gustavo Adolfo Bécquer. Publicó en 1915 el libro de poesías La última primavera, dedicado a su hermano mayor, Santiago, al que calificó como su maestro. En 1916 publicó el libro de poesías Tristezas.
Tras el fracaso de sus libros poéticos, trabajó en diversas editoriales dedicadas a la literatura de quiosco y temas artísticos.
Entre 1924 y 1925 publicó, en tres volúmenes, Páginas desconocidas de Gustavo Adolfo Bécquer, con textos que no habían sido incluidos en las Obras recopiladas en 1871. El primer volumen es una interesante recopilación de textos periodísticos de Bécquer. Sin embargo, en los volúmenes segundo y tercero, publicó poesías originales de Bécquer mezcladas con poesías propias como si fueran de ese autor. El más conocido de estos poemas falsos de Bécquer es A Elisa.
En 1926 fingió haber descubierto unos fragmentos de supuestas cartas entre Bécquer y sus amigos, en las que se alude a una relación de amor con una dama llamada Elisa Guillén.
También en 1926 publicó un opúsculo de Bécquer dedicado al Monasterio de San Juan de los Reyes de Toledo. Este texto sí era de Bécquer, pero Iglesias le añadió un prólogo escrito por él mismo.
También en 1926 publicó, con el escritor argentino Alberto Ghiraldo, un álbum con dibujos y cuadros de Valeriano Domínguez Bécquer. La hija del pintor, Julia Bécquer, protestó ante esto en la prensa porque no le había pedido permiso a ella, titular de los derechos de autor.
En 1929 publicó, en la colección Los poetas, una antología de Bécquer titulada Prosa y verso. De los trece poemas seleccionados, solo tres son auténticos de Bécquer. De los diez restantes, dos son falsificaciones de Iglesias y el resto son textos de otros autores tomados de El Museo universal. En el apartado de prosa, incluyó dos leyendas inventadas por él: La fe salva y La voz del silencio.
Probablemente fue también Iglesias el que, en diciembre de 1929, publicó la narración Unida a la muerte, una traducción de una obra de Lord Byron, La novia de Abydos (1813), como si hubiese sido escrita por Bécquer.
En 1931 Iglesias publicó una guía de Toledo, que volvió a publicar en 1933 con el título Sensaciones de Toledo. Esto le valió el ingreso en la Real Academia de Bellas Artes y Ciencias Históricas de Toledo. En los años 1935 participó en la fundación de la revista Hispanidad, de ideología parafascista.